# Shin Jae-ha
Shin Jae-ha (hangul: 신재하, hanja: 辛載夏, RR: Sin Jae-ha), es un actor surcoreano.

## Biografía
Estudió en la Universidad de Dankook, en el área de arte y diseño, especializándose en música.
Es amigo de los actores surcoreanos Lee Jong-suk, Jung Hae-in y Jang Dong-yoon.
A finales de noviembre del 2020 se anunció que había iniciado su servicio militar obligatorio.

## Carrera
Es miembro de la agencia "J-Wide Company". Previamente fue miembro de la agencia "In Next Trend".
En el 2014 apareció en la serie Pinocchio donde dio vida a Ki Jae-myung de joven, el hermano mayor de Gi Ha-myung (Lee Jong-suk). El actor Yoon Kyun-sang interpretó a Jae-myung de adulto. Mientras que en el episodio número 20 interpretó a un nuevo reportero en "YGN Newsroom".
En el 2015 apareció como invitado en el quinto episodio de la serie Hello Monster donde interpretó al asesino Park Dae-young.
En enero del 2016 se unió al elenco recurrente de la serie Remember donde dio vida a Seol Min-soo, el hijo del señor Seol (Jung Kyu-soo), el presidente de "Miso Light".
El 26 de marzo del mismo año se unió al elenco principal del drama especial Page Turner donde interpretó a Seo Jin-mok, el antiguo rival de Yoon Yoo-seul (Kim So-hyun), quien más tarde se convierte en uno de sus seguidores, hasta el final de la serie el 9 de abril del mismo año. El actor Jo Yong-jin interpretó a Jin-mik de pequeño.
En junio del mismo año se unió al elenco recurrente de la serie Wanted donde dio vida a Lee Young-gwan, un miembro del equipo de Investigación de Homicidios de la Estación de Policía de Kangnam y el compañero de Cha Seung-in (Ji Hyun-woo), hasta el final de la serie en agosto del mismo año.
En febrero del 2017 se unió al elenco principal de la serie web Traces of the Hand donde interpretó a Kim Hong-sik, un estudiante universitario que nunca a experimentado una relación romántica.
Ese mismo año apareció como invitado en la serie Prison Playbook donde interpretó a Kim Min-sung, un estudiante pobre y empleado a tiempo parcial de una tienda de conveniencia que termina en la prisión por no poder pagar el acuerdo luego de involucrarse en un accidente automovilístico.
En septiembre del mismo año se unió al elenco recurrente de la serie While You Were Sleeping donde interpretó al estudiante Jung Seung-won, el hermano menor de Jung Jae-chan (Lee Jong-suk) y el novio de Park So-yoon (Kim So-hyun), hasta el final de la serie en noviembre del mismo año. El actor Go Woo-rim interpretó a Seung-won de pequeño.
En marzo del 2018 se unió al elenco de la serie médica A Poem a Day donde dio vida a Kim Nam-woo, un estudiante que se está entrenando para convertirse en fisioterapeuta.
En septiembre del mismo año se unió al elenco recurrente de la serie The Ghost Detective donde interpretó a Kim Gyeol, hasta el final de la serie el octubre del mismo año.
En noviembre del mismo año se unió al elenco recurrente de la serie The Hymn of Death donde dio vida a Yoon Ki-sung, el hermano menor de Yun Sim-deok (Shin Hye-sun).
Ese mismo año realizó una aparición especial durante el duodécimo episodio de la serie Memories of the Alhambra, donde interpretó a un reportero.
En agosto del 2019 se unió al elenco recurrente de la serie Welcome 2 Life donde dio vida a Yoon Pil-woo, el director de "BIO Pharmaceuticals Barbell Company".
El 28 de octubre del mismo año se unió al elenco de la serie VIP donde interpretó a Ma Sang-woo, hasta el final de la serie el 24 de diciembre del mismo año.
El 11 de junio del 2020 se unió al elenco de la serie My Unfamiliar Family (también conocida como "(Although We Don’t Know Much) We Are A Family") donde dio vida a Kim Ji-woo, el sensible hermano menor de Kim Eun-hee (Han Ye-ri) y Kim Eun-joo (Choo Ja-hyun), hasta el final de la serie el 21 de julio del mismo año.

## Filmografía

### Series de televisión
| Año  | Título                   | Personaje                           | Notas                       | Ref.   |
| ---- | ------------------------ | ----------------------------------- | --------------------------- | ------ |
| 2014 | Secret Love              | -                                   |                             |        |
| 2014 | Pinocchio                | Ki Jae-myung (de joven) / Reportero |                             |        |
| 2014 | Forever Young            | Ji-yong                             |                             |        |
| 2015 | Hello Monster            | Park Dae-young                      | Cameo, ep. 5                |        |
| 2015 | Girl's Love Story        | Shin Jae-ha                         | Serie web, 50 episodios     |        |
| 2015 | Cheer Up!                | Choi Tae-pyung                      |                             |        |
| 2016 | Mystery Freshman         | Do Yoon                             |                             |        |
| 2016 | Remember                 | Seol Min-soo                        | 2 episodios                 |        |
| 2016 | Memory                   | Kang Hyun-wook                      |                             |        |
| 2016 | Page Turner              | Seo Jin-mok                         | 3 episodios                 |        |
| 2016 | Gogh, The Starry Night   | Oh Jung-min                         | 4 episodios                 |        |
| 2016 | Wanted                   | Det. Lee Young-gwan                 |                             |        |
| 2017 | Traces of the Hand       | Kim Hong-sik                        | Serie web, 17 episodios     |        |
| 2017 | While You Were Sleeping  | Jung Seung-won                      | 16 episodios                |        |
| 2017 | Prison Playbook          | Kim Min-sung                        | 6 episodios                 |        |
| 2018 | A Poem a Day             | Kim Nam-woo                         | 16 episodios                |        |
| 2018 | The Ghost Detective      | Kim Gyeol                           |                             |        |
| 2018 | The Hymn of Death        | Yoon Ki-sung                        |                             |        |
| 2018 | Memories of the Alhambra | Reportero                           | Ep. 12                      |        |
| 2019 | Welcome 2 Life           | Yoon Pil-woo                        |                             |        |
| 2019 | VIP                      | Ma Sang-woo                         | 16 episodios                |        |
| 2020 | My Unfamiliar Family     | Kim Ji-woo                          | 16 episodios                |        |
| 2023 | Curso intensivo de amor  | Ji Dong-hee                         |                             | [ 17 ] |
| 2024 | The Auditors             | Lee Ji-hoon                         | Aparición especial, ep. 6-8 | [ 18 ] |

### Películas
| Año  | Título            | Personaje     | Notas                                                                                      |
| ---- | ----------------- | ------------- | ------------------------------------------------------------------------------------------ |
| 2014 | Set Me Free       | Bum Tae       | junto a Choi Woo-shik, Kim Soo-hyun, Park Joo-hee y Jang Yoo-sang                          |
| 2014 | Futureless Things | Lee Hyeon-soo | junto a Kim Soo-hyun, Gong Myung, Ahn Jae-min, Choi Seok-joon, Jung Hye-in y Lee Joo-seung |

### Programas de variedades
| Año  | Programa       | Notas    |
| ---- | -------------- | -------- |
| 2016 | My Ear's Candy | invitado |
| 2017 | Modulove       | invitado |

### Videos musicales
| Año  | Artista / Grupo | Canción      | Notas |
| ---- | --------------- | ------------ | ----- |
| 2016 | Kei.G           | "Shine!"     |       |
| 2016 | Kei.G           | "Hey You"    |       |
| 2016 | Kei.G           | "Right Here" |       |
| 2017 | Buzz            | "The Love"   |       |

### Anuncios
| Año  | Evento                                   | Notas |
| ---- | ---------------------------------------- | ----- |
| 2013 | Samsung Electronics- Mega Samsung Galaxy | -     |

## Premios y nominaciones
| Año  | Categoría   | Premio                | Trabajo           | Resultado |
| ---- | ----------- | --------------------- | ----------------- | --------- |
| 2016 | Rising Star | Brand Marketing Award | -                 | Ganó      |
| 2017 | Best Actor  | Seoul WebFest Award   | Trace of the Hand | Ganó      |